# Cesáreo Guillermo
Cesáreo Guillermo y Bastardo (La Rodada, Hato Mayor, 8 de marzo de 1847 - Azua de Compostela, 8 de noviembre de 1885) fue un abogado y político dominicano, Presidente de la República Dominicana en 1878 como Presidente del Gobierno Provisional y en 1879 como Presidente constitucional.

## Biografía
Nació en La Rodada, Hato Mayor, el 8 de marzo de 1847. Hijo de Pedro Guillermo y Rosalía Bastardo. 
Se inició en la vida militar en 1863, a los 16 años de edad. Ocupó posiciones como Diputado en el Congreso Nacional y ministro de Interior y Policía. Fue Comandante de Armas en Higüey. Estuvo en el Cibao, donde fue ascendido a General. 
Fue junto a Ulises Heureaux, jefes Superiores de Operaciones del Movimiento Unánime Popular desde el 2 de septiembre de 1878 hasta 6 de septiembre de 1878. El 30 de septiembre de 1878 tuvo el cargo de encargado provisionalmente del Poder Ejecutivo en el Consejo de Secretarios de Estado, durando esto hasta el 27 de febrero de 1879.

## Gobiernode facto
Siendo el gobierno de Buenaventura Báez muy impopular, este dio a la huida el 2 de marzo de 1878, después de haber retenido los sueldos de los empleados públicos y forzar a los comerciantes a pagar sus impuestos por adelantados.

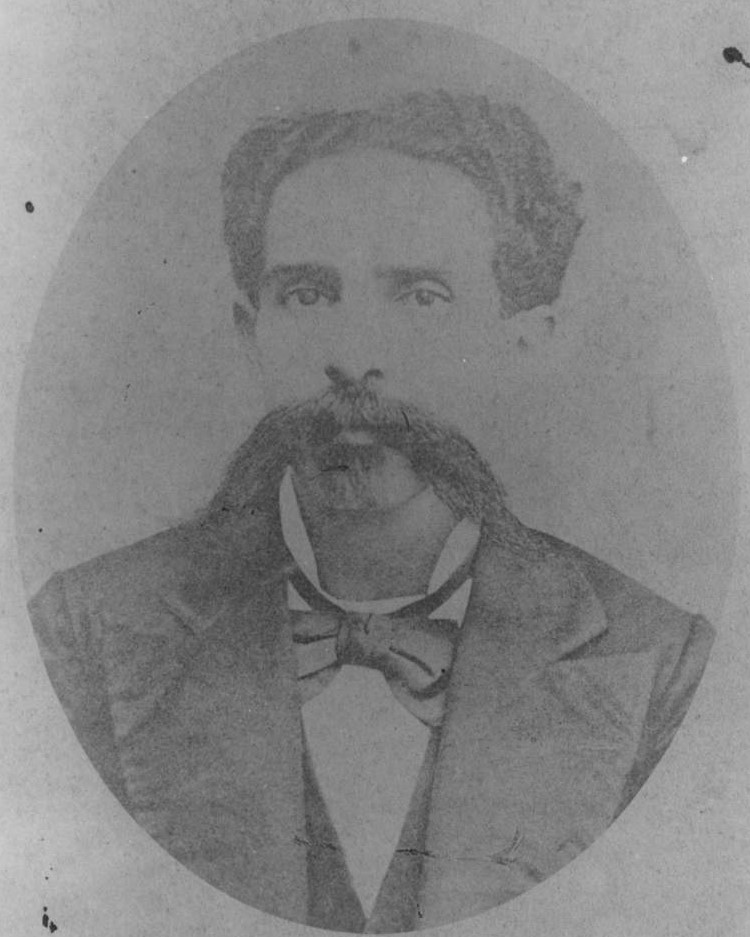
Cesareo Guillermo entre 1877 y 1878

Por tal motivo la presidencia quedó vacante y se produjeron dos movimientos revolucionarios paralelos, uno encabezado por Cesáreo Guillermo y Bastardo, en la ciudad de Santo Domingo, y otro por Ignacio María González Santín, en Santiago; formando así cada uno su propio partido. Ignacio María González tomó posesión en Santiago, aunque las tropas de Cesáreo Guillermo ocupaban Santo Domingo.

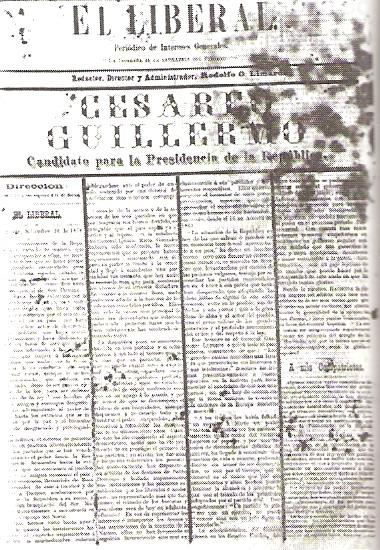
Portada del periódico El Liberal, el cual tenía como propósito anunciar la candidatura presidencial de Cesáreo Guillermo.

Los que eran anticipantes al Partido Azul, comprendieron pocas semanas después que Ignacio María González los había traicionado, ya que este había ordenado el apresamiento de Gregorio Luperón y de otros líderes azules. Por lo tanto Cesáreo Guillermo, siendo de tendencia baecista, mandó a renunciar a Ignacio María González.

## Presidencia constitucional
Poco después se realizaron elecciones presidenciales, siendo ganadas el 27 de febrero de 1879 por Cesáreo Guillermo líder del Partido Rojo, ya que su único opositor, el General Manuel Altagracia Cáceres había sido asesinado días antes de las elecciones.
Luego de varios meses de mandato, Gregorio Luperón reorganizó a los azules en una revolución contra el gobierno constitucional de Guillermo. Los revolucionarios instalaron un gobierno provisional en Puerto Plata y Gregorio Luperón fue nombrado presidente. El movimiento ganó apoyo rápidamente. Aunque Guillermo recibió ayuda del gobierno español a través de Puerto Rico, no pudo resistir el levantamiento de los azules. El 6 de diciembre de 1879 los azules derrocaron el gobierno de Cesáreo Guillermo, iniciándose el periodo de los gobiernos azules.

### Característica de su gobierno
- Tuvo un gobierno autoritario.

- Promulgó la Constitución de 1878.

- Se caracterizó por tener un marcado tono personalista.

- Utilizó los escasos fondos públicos para repartirlos entre sus partidarios.

### Características
- Hato Mayor tiene potestad de haber tenido en la historia política de República Dominicana, la primera pareja de padre e hijo, ya que Pedro Guillermo fue Presidente de la República años atrás.

- Primer abogado dominicano en ser Presidente de la República Dominicana y fue el primer presidente en celebrar elecciones libres.

## Revolución de Cesáreo

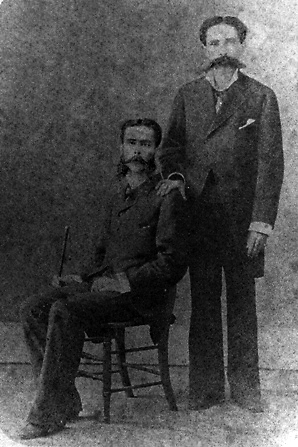
Cesareo Guillermo y Juan Isidro Ortea en Ponce, Puerto Rico, abril de 1881

El General Cesáreo Guillermo y Bastardo, inició una revuelta en Azua en el 1885 conocida como la Revolución de Cesáreo, la cual contaba con la cooperación del gobernador de aquella ciudad, señor Juan de Vargas.
Esta revolución pretendía derrocar al presidente Alejandro Woss y Gil, quien había sustituido al presidente Francisco Gregorio Billini cuando este renunció. Alejandro Woss y Gil dictó orden de prisión contra Cesáreo Guillermo, pero este logró escapar después de sostener disparos contra las fuerzas del gobierno. Juan Rodríguez, Secundino Mejía y Basilio Aguasvivas salieron de Baní para buscarlo y lo escondieron en Villa Sombrero, siendo esta la comunidad donde se planearon las acciones de la Revolución de Cesáreo, en la casa de Valentín Tejeda (Quintín.) Por las noches, Cesáreo Guillermo salía de su escondite en Villa Sombrero y visitaba algunos políticos en Baní.
Posteriormente el General Guillermo salió de Villa Sombrero y después de ser arduamente perseguido por el gobierno se suicidó.

## Muerte
Murió trágicamente el 8 de noviembre de 1885 en la provincia de Azua de Compostela, donde se refugió para evadir la persecución de sus adversarios políticos, especialmente Ulises Heureaux, y al ser sorprendido por las tropas del gobierno, prefirió suicidarse antes que entregarse, y fue sepultado en el mismo lugar donde cayó su cuerpo. El gobernador de ese entonces, Eugenio Generoso de Marchena, dispuso que se desenterrara el cadáver y que fuera sepultado en el cementerio municipal de Azua. En esa ciudad permaneció hasta el año 1985 cuando por gestiones de varios munícipes de Hato Mayor, sus restos fueron trasladados a su ciudad natal.